# Who Goes There?
Who Goes There? är en science fiction-kortroman skriven av John W. Campbell, hans mest kända, ursprungligen publicerad i Astounding Science Fiction 1938. Den handlar om hur en forskningsstation i Antarktis hemsöks av en utomjordisk varelse med förmåga att ändra sin yttre skepnad, det vill säga det senare så populära mimicry-temat. Kortromanen publicerades ursprungligen under pseudonymen Don A. Stuart.
Who Goes There har filmatiserats tre gånger: Fantomen från Mars (1951), The Thing (1982) och The Thing (2011).